# エラ・メイ・パウエル
エラ・メイ・パウエル（Ella May Powell, 2000年7月19日 - ）は、アメリカ合衆国の女子バレーボール選手。アメリカ代表。

## 来歴

### クラブチーム
フェイエットビル出身。ワシントン大学在学中には2021年のNCAA女子バレーボール選手権にて3位となり、自身はベストセッター賞を受賞した。卒業後の2023年、フランスのBéziers Volleyと契約し、1年間プレーした。2024年5月、ネプチューン・デ・ナント・バレーボールへの移籍が発表され、2024/25シーズンのフランスリーグ、フランスカップでは準優勝となった。2025年5月、アメリカプロリーグLOVBに参戦することが発表された。

### 代表チーム
アンダーカテゴリーの代表として、2019年にメキシコで開催されたU-20世界選手権に出場した。2024年、シニア代表に初選出され、同年のパンアメリカンカップに出場し銀メダルを獲得した。2025年、ネーションズリーグに出場した。

## 受賞歴
- 2021年 - NCAA女子バレーボール選手権大会 ベストセッター

## 所属クラブ
- ワシントン大学（2019-2023年）
- Béziers Volley（2023-2024年）
- ネプチューン・ナント（2024-2025年）